# 平成13年台風第11号
平成13年台風第11号（へいせい13ねんたいふうだい11ごう、アジア名：パブーク/Pabuk）は、2001年8月に日本に上陸した台風である。前年の2000年に日本に上陸した台風はなかったため、台風が日本に上陸したのは1999年の台風18号以来でおよそ2年ぶりとなった。

## 概要

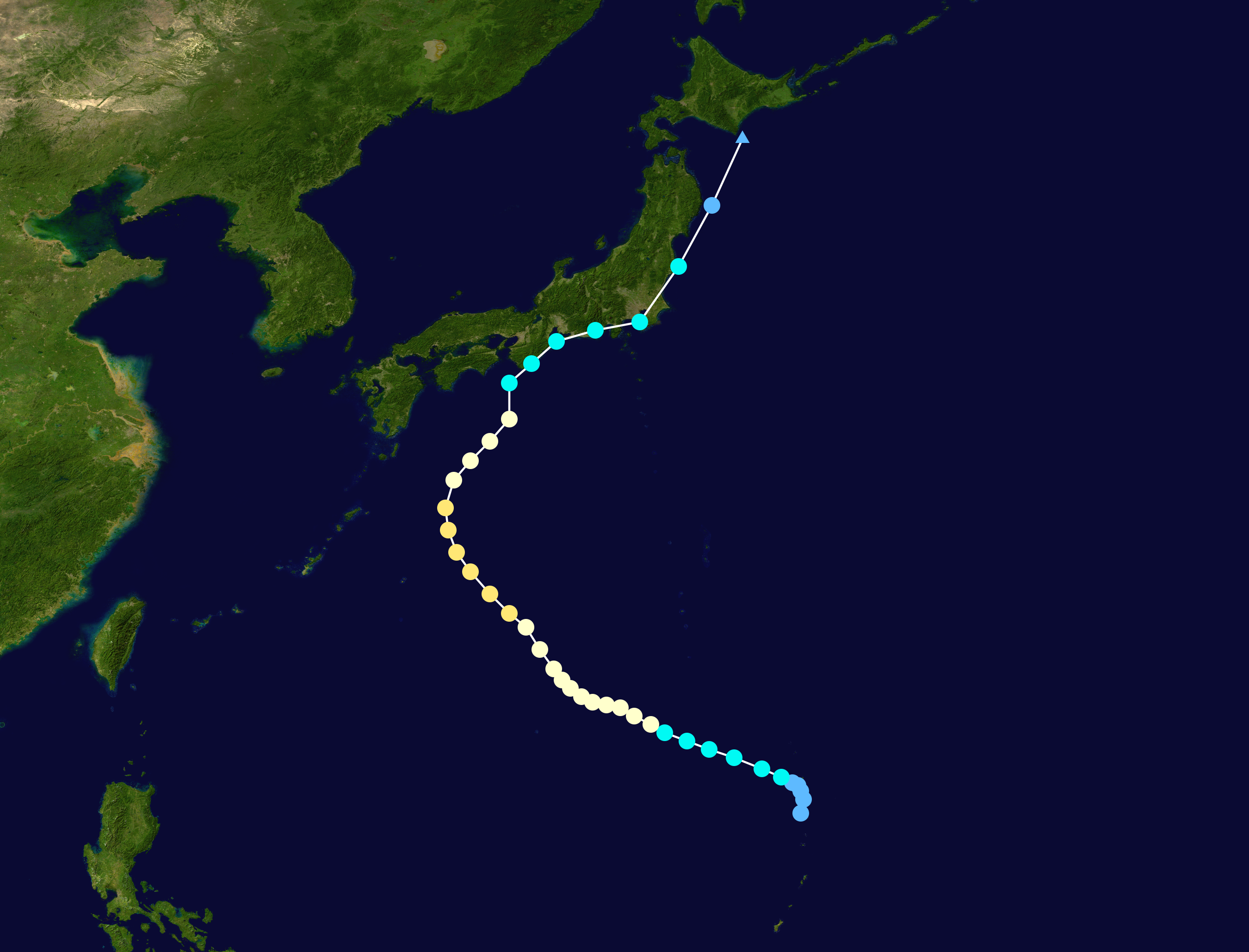
進路図

8月14日にマリアナ諸島近海で発生した台風11号は日本の南海上を北西からのち北東へ進み、21日19時過ぎに和歌山県田辺市付近に上陸。上陸直前の勢力は中心気圧970hPa・最大風速30m/sで、当時の階級で「大型で並の強さ」であった。22日4時過ぎに三重県の南部（志摩半島付近）を通過し、12時頃に静岡県の沼津市付近、14時過ぎに神奈川県の藤沢市付近、15時半頃には千葉県の船橋市付近にそれぞれ再上陸した後に東北地方の三陸沿いに進み、23日3時に三陸沖において熱帯低気圧に変わった。 
この台風は速度が遅かったために、長期間影響が及んだ。台風の影響で紀伊半島を中心に大雨となり、三重県の尾鷲市尾鷲では21日の日降水量が549mm（期間降水量734.5mm）に達したのをはじめ、東海・甲信・関東地方では、平野部でも一部で期間降水量が200mm前後になった。また三重県の津市で最大風速24.8m/s（最大瞬間風速33.1m/s）を観測したほか、和歌山県の串本町潮岬で最大瞬間風速38.2m/sを観測するなど西日本や東海地方で最大瞬間風速が30m/sを超える暴風となったところがあった。なお、この年の夏は猛暑が続き、この台風通過後には一気に涼しくなるが8月の終盤から残暑が厳しくなった。
なお、当初の予報では小笠原諸島からそのまま北上し、関東地方や東北地方の太平洋側を通過するものとみられていた。

## 被害
この台風によって死者6名、行方不明者1名、負傷者29名の人的被害が確認されたほか、住家半壊・一部損壊166棟、床上浸水300棟・床下浸水882棟などとなっている。